# Zamarada subinterrupta
Zamarada subinterrupta là một loài bướm đêm trong họ Geometridae.